# Raven Leilani
Raven Leilani Baptiste (26 de agosto de 1990)  es una escritora estadounidense que publica bajo el nombre de Raven Leilani . Su novela debut, Lustre (luster), se publicó en 2020, con un gran éxito de la crítica.

## Primeros años y educación
Leilani creció en una familia de artistas en el Bronx antes de mudarse a un suburbio de Albany, Nueva York. Creció como adventista del séptimo día y posteriormente dejó la iglesia. Habiendo asistido a una escuela secundaria de arte, Leilani esperaba convertirse en artista visual. Se graduó en el Marist College ubicado en Poughkeepsie, NY, en 2012, donde estudió el grado en inglés y psicología.
Su primer trabajo fue como especialista en imágenes en Ancestry.com, habiendo trabajado anteriormente en los archivos de Marist College cuando era estudiante. Posteriormente, trabajó en una revista científica, para el Departamento de Defensa de los Estados Unidos, y como repartidora de la empresa de comida, Postmates en Washington D. C. También trabajó como archivista en Macmillan. En 2017, comenzó a su máster en Bellas Artes, en la Universidad de Nueva York, donde estudió con Zadie Smith y con los escritores Katie Kitamura y Jonathan Safran Foer. Actualmente vive en Brooklyn.

## Carrera profesional
La novela debut de Leilani, Lustre (Luster) recibió una significativa atención tras su publicación. El editor del libro, Farrar, Straus y Giroux, nombró al libro como la "novela de agosto de 2020", como parte de su campaña "Dare to Imagine" (atrévete a imaginar). También forma parte de las obras del club de lectura de Marie Claire y ha sido recomendada por medios como Elle, el HuffPost, BuzzFeed News o el New York Times. Ha sido elogiada por Carmen Maria Machado, Brit Bennett, Angela Flournoy y Zadie Smith. La publicación Kirkus Reviews otorgó a Luster el Premio Kirkus de Ficción de 2020. Lustre también recibió el Premio a la Primera Novela del Centro de Ficción 2020, el Premio John Leonard 2020 en los Premios del Círculo Nacional de Críticos de Libros, el Premio Dylan Thomas 2021, y el VCU Cabell  2021 del Premio al novelista novel.
La escritura de Leilani está influenciada por su experiencia como artista visual, sus experiencias vitales, la poesía y su amor por los cómics y la música. Ha escrito para publicaciones como Esquire, The Cut, y Vogue .

## Obras

### Novelas
- Leilani, Raven (2020). Luster. New York: Farrar, Straus and Giroux. ISBN 9780374194321. OCLC 1119744688.

### Cuentos
- "Agua dura" (2016), Cosmonauts Avenue [16]
- "Ejercicio de respiración" (2019), Yale Review [17]
- "Modo avión" (2019). SmokeLong Trimestral [18]